# コリン・モリカワ
コリン・モリカワ（Collin Morikawa, 1997年2月6日 - ）は、アメリカ・カリフォルニア州ロサンゼルス出身のプロゴルファーである。日系アメリカ人。2020年のPGA選手権、2021年の全英オープン優勝者。

## キャリア
世界アマチュアランキング1位に立つなど輝かしい実績を残し、カリフォルニア大学バークレー校を卒業後の2019年にプロ転向。
プロ転向から4試合目の同年「3Mオープン」では、同じくプロ転向したばかりのマシュー・ウルフとの優勝争いの末に2位でフィニッシュ。
早速高いポテンシャルを示すと、転向6試合目の「バラクーダ選手権」で初優勝を遂げた。プロ転向後はシーズンをまたいで22試合連続で予選を通過。
過去30年ではタイガー・ウッズの25試合連続に次ぐ2番目の記録だった。
予選落ち後の初戦となった20年7月「ワークデイ・チャリティオープン」でツアー2勝目を挙げた。
2020年8月9日、2020年のPGAチャンピオンシップで優勝、2度目のメジャー選手権のスタートでメジャーを獲得した。
2021年7月18日、2021年全英オープン、2位のジョーダン・スピースに2打差をつけて初優勝。1934年以来2つのメジャー選手権で優勝した最速の選手となった。また、デビュー戦で2つの異なるメジャーで優勝した最初の選手にもなった。

## プロ優勝 (7勝)

### PGAツアー（6勝）
| 大会グレード         |
| メジャー選手権 (2)   |
| 世界ゴルフ選手権 (1) |
| ツアー (3)           |

| No. | 年月日         | 大会                             | 優勝スコア           | アンダーパー         | 打差       | 2位 (タイ)                                               |
| --- | -------------- | -------------------------------- | -------------------- | -------------------- | ---------- | -------------------------------------------------------- |
| 1.  | 2019年7月27日  | バラクーダ選手権                 | 47点 (13-7-13-14=47) | 47点 (13-7-13-14=47) | 3点        | トロイ・メリット                                         |
| 2.  | 2020年7月12日  | ワークデイ・チャリティーオープン | 65-66-72-66=269      | -19                  | プレーオフ | ジャスティン・トーマス                                   |
| 3.  | 2020年8月9日   | 全米プロゴルフ選手権             | 69-69-65-64=267      | -13                  | 2打差      | ポール・ケーシー ダスティン・ジョンソン                  |
| 4.  | 2021年2月28日  | WGCワークデイ選手権              | 70-64-67-69=270      | -18                  | 3打差      | ビリー・ホーシェル ビクトル・ホブラン ブルックス・ケプカ |
| 5.  | 2021年7月18日  | 全英オープン                     | 67-64-68-66=265      | -15                  | 2打差      | ジョーダン・スピース                                     |
| 6.  | 2023年10月22日 | ZOZO CHAMPIONSHIP1               | 64-73-66-63=266      | -14                  | 6打差      | Eric Cole Beau Hossler                                   |

1Co-sanctioned by the Japan Golf Tour, but unofficial money event.